# Ново-Железаре
Но́во-Железа́ре (болг. Ново Железаре) — село в Пловдивській області Болгарії. Входить до складу общини Хисаря.

## Населення
За даними перепису населення 2011 року у селі проживали 287 осіб.
Національний склад населення села:
| Національність   | Кількість осіб | Відсоток |
| ---------------- | -------------- | -------- |
| болгари          | 272            | 95,8%    |
| цигани           | 11             | 3,9%     |
| турки            | 0              | 0%       |
| Всього відповіли | 284            |          |

Розподіл населення за віком у 2011 році:
Динаміка населення: